# 궁동 (대전)
궁동(弓洞)은 대전광역시 유성구의 법정동이다. 행정동인 온천2동에 구성동, 어은동, 죽동, 장대동과 함께 속해있다. 동쪽으로 어은동, 서쪽으로는 죽동, 남쪽으로는 봉명동, 남서쪽으로는 장대동, 북쪽으로는 신성동과 접한다.

## 역사
백제시대에는 노사지현(奴斯只縣), 신라시대에는 유성현(儒城縣), 고려시대에는 공주부에 속하였다.
궁동이라 불리게 된 것은 조선 초기로, 공주군 천내면의 지역으로서 지형이 활처럼 생겼으므로 활골 또는 궁동으로 불리게 되었으며, 1895년(고종 32) 지방관제 개편 뒤에는 회덕군(懷德郡) 천내면(川內面)에 속하였다.
근대 이후의 역사는 다음과 같다.
- 1914. 03. 01 : 대전군 유성면
- 1935. 10. 01 : 대덕군 유성면
- 1973. 07. 01 : 대덕군 유성읍으로 (승격)
- 1983. 02. 15 : 대전시 중구 유성출장소
- 1984. 09. 01 : 대전시 직할 유성출장소 (승격)
- 1989. 01. 01 : 대전직할시 유성구 (신설)
- 1998. 10. 26 : 탄동, 온천2동을 온천2동으로 통합
- 2003. 02. 01 : 온천2동에서 노은동 분동(온천2동 - 장대동 일부, 궁동, 어은동, 구성동, 죽동 일부, 노은동 일부)

## 문화재 및 유적
궁동유적은 충남대학교 정문 옆 야산에 있는, 청동기시대부터 백제시대에 걸친 유적이다. 충남대학교 소유로, 청동기시대 주거지 13기, 초기 철기시대 널무덤[土壙墓] 1기, 원삼국시대 널무덤 16기, 백제시대 독무덤[甕棺墓] 1기, 굴식돌방무덤[橫穴式石室墳] 3기, 돌덧널무덤[石槨墓] 28기 등이 확인되었다.
2000년 2월 18일 대전광역시기념물 제39호로 지정되었다.

## 시설
연구단지로 한국고대사학회와 주한독일문화원이 위치한다. 주요대학으로 충남대학교가 위치하고 있다. 도시와 농촌이 병존하는 지역으로 근교 농업이 성행하고 있다.

## 문화

### 번화가
중구 은행동, 서구 둔산동과 함께 대전의 번화가로 불린다. 충남대학교와 카이스트 인근에 있어 젊은이들이 거주, 활동하는 공간이다.

### 로데오 거리
궁동을 남북으로 지르는 메인로드를 이르는 말로, 궁동의 상권이 이 거리를 중심으로 모여있다. 2000년대에 이르러 둔산 신도시의 발전으로 궁동의 상권이 다소 침체되었다. 궁동을 젊은이들의 새로운 공간으로 만들기 위해 2009년 7월 유성구청에서 로데오 거리를 되살리는 사업을 실시하였다. 입구변에는 세련된 현대미가 물씬 풍기는 화살표 모양의 상징 조형물과 유성 소재 10개 대학을대표하는 다양한 상징물들이 구간 곳곳에 세워졌고 연중 젊음의 끼와 열정을 맘껏 펼치며 즐길 수 있는 간이 공연무대가 새롭게 들어서는 등 젊음의 명소로 새단장됐다.

### 대학생들의 문화 공간
궁동은 대학가 상권의 기능에 멈추지 않고, 대학생들이 앞장서서 공연, 캠페인 등의 다양한 문화 활동의 장으로 적극적으로 활용하고 있는 공간의 의미까지 갖는다. 대표적으로 'I'm 궁'은 2009년 '지역상권의 특색을 찾아 새로운 테마 마을 창조'를 주제로 충남대가 위치하고 있는 궁동 지역 문화의 상권을 촉진시키기 위해 쿠폰 가맹점 사업, 문화 공연 활성화 프로그램을 기획, 현실화하며 직접 사업을 확장하기 시작한 충남대학교 학생 팀이다.